# Scytalidium multiseptatum
Scytalidium multiseptatum är en svampart som beskrevs av Hol.-Jech. 1990. Scytalidium multiseptatum ingår i släktet Scytalidium, ordningen disksvampar, klassen Leotiomycetes, divisionen sporsäcksvampar och riket svampar.   Inga underarter finns listade i Catalogue of Life.